# Asaf Hanuka

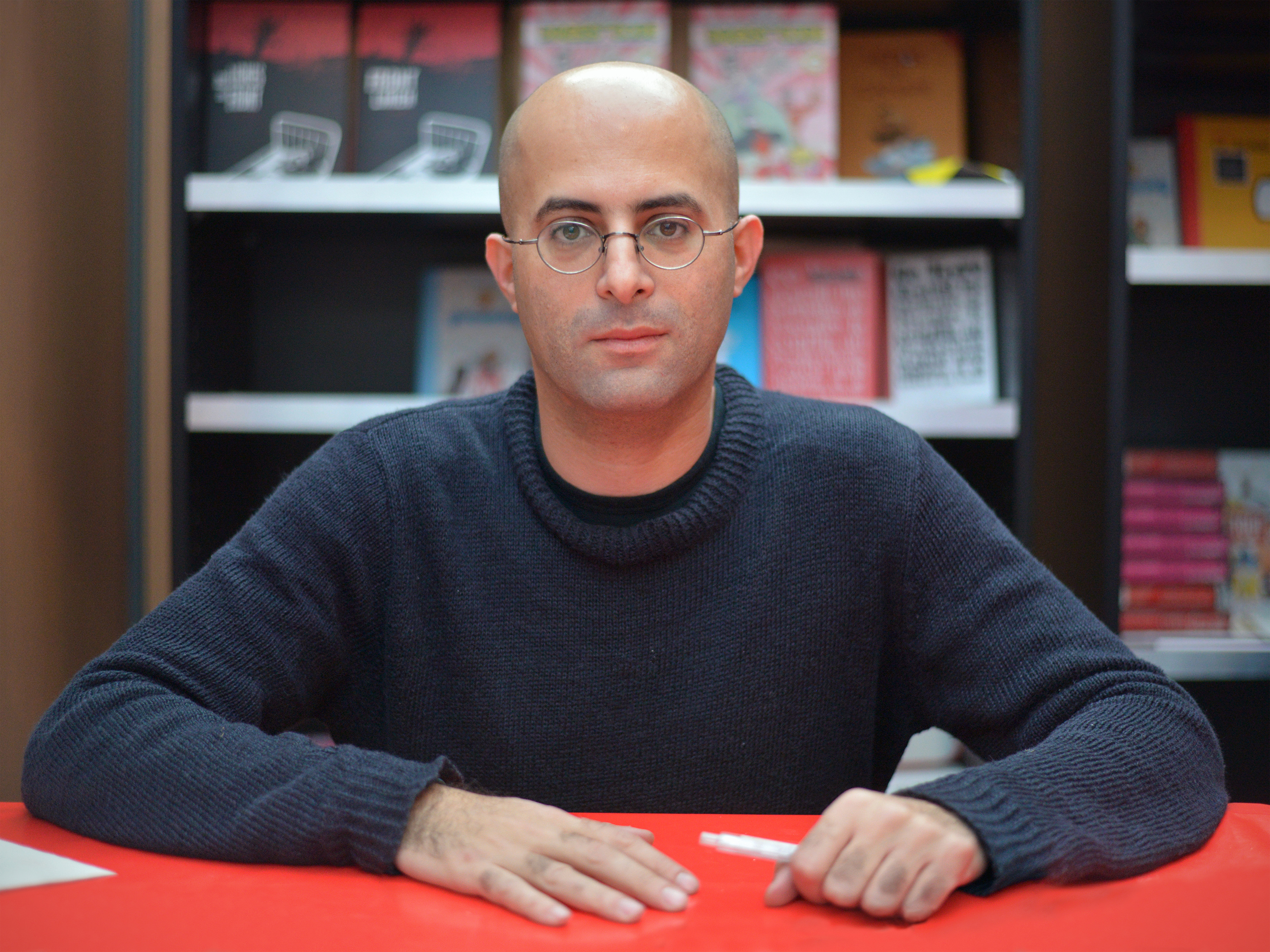
Asaf Hanuka al Festival d'Angoulême, 2015.

Asaf Hanuka   (Tel-Aviv, 1974) és un il·lustrador i caricaturista israelià.

## Biografia
Asaf Hanuka va estudiar còmic a l'escola Émile-Cohl de Lió. És el germà bessó de Tomer Hanuka, també dibuixant.
A banda de la seva obra escrita, el 2008 va participar en la creació de seqüències de somnis a la pel·lícula d'animació Vals Im Bashir.
Viu i treballa a Tel-Aviv.

## Premis
- 2016: Premi Eisner dels Estats Units a la Millor Edició Americana d'una Obra Internacional per a K.O. a Tel Aviv.[6]

## Còmics

### En anglès
- Bipolar, amb Tomer Hanuka, Alternative Comics
- Pizzeria Kamikaze, amb Etgar Keret, Alternative Comics, 2005
- The Realist, 3 volums

### En hebreu
- Simtaot Hazaam (Carrers de Fúria), amb Etgar Keret, Zmora Bitan, 1997

### En francès
- Hors limites, guió de Didier Daeninckx, Presses de la Cité, 2001
- Carton Jaune!, guió de Didier Daeninckx, Hachette, 2004
- Pizzeria Kamikaze, guió d'Etgar Keret, Actes Sud, 2008
- K.O. à Tel Aviv, Steinkis (3 volums):

1. 2012
2. 2014 - Selecció oficial al Festival d'Angoulême 2015
3. 2016

- Le Divin, ambTomer Hanuka, guió de Boaz Lavie, Dargaud, 2015

### En castellà
- Pizzeria Kamikaze, Ediciones La Cúpula[7]
- KO en Tel Aviv, Ponent Mon[8]